# Fimbulgletscher
Fimbulgletscher är en glaciär i Grönland (Kungariket Danmark).   Den ligger i kommunen Sermersooq, i den södra delen av Grönland, 500 km öster om huvudstaden Nuuk. Fimbulgletscher ligger 706 meter över havet.
Terrängen runt Fimbulgletscher är kuperad åt nordväst, men åt sydost är den bergig.  Trakten runt Fimbulgletscher är nära nog obefolkad, med mindre än två invånare per kvadratkilometer. Det finns inga samhällen i närheten. 